# Kenny Barron

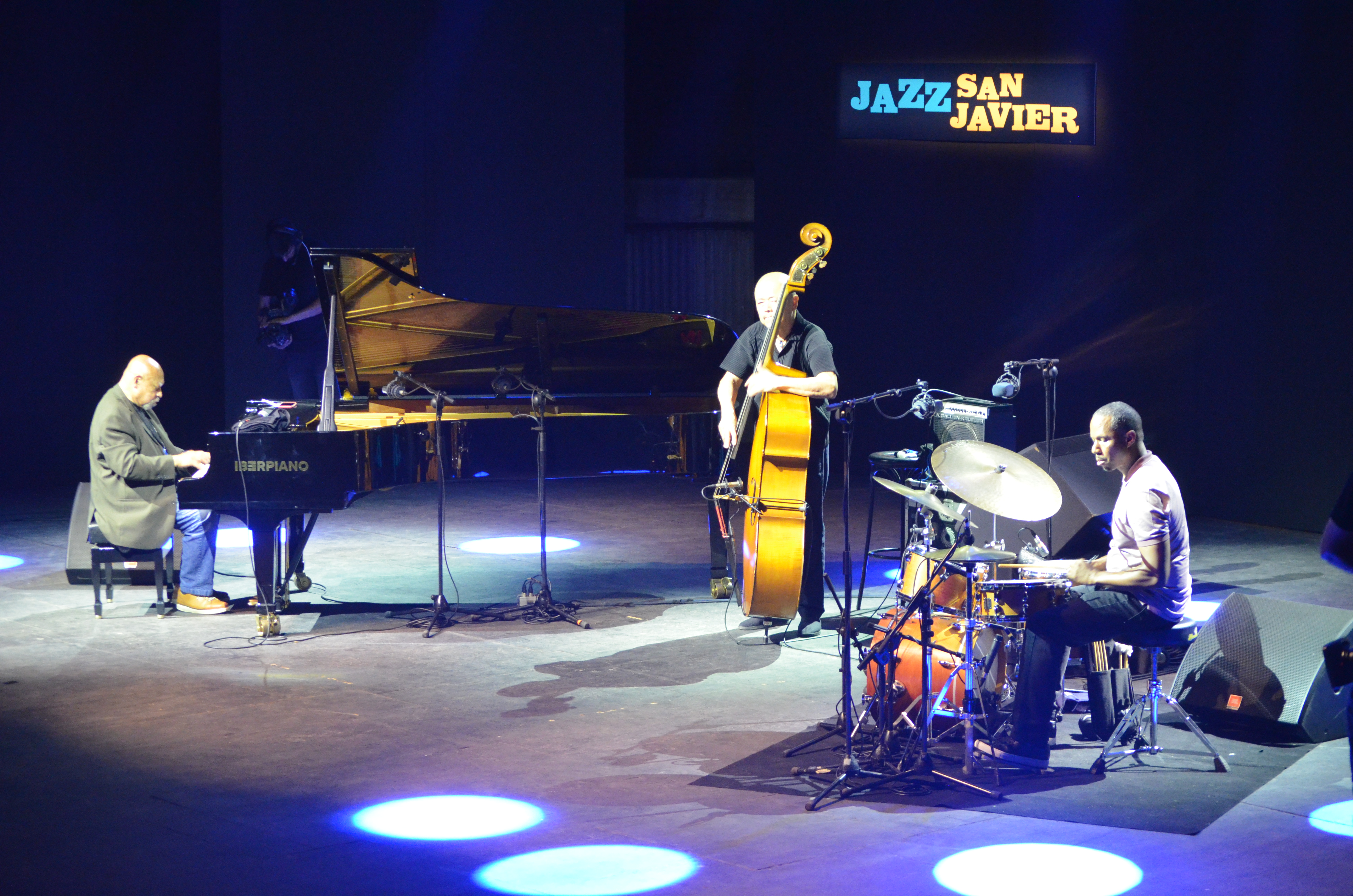
Trio Kenny’ego Barrona na festiwalu jazzowym w hiszpańskim San Javier, 2022. Od lewej: Kenny Barron, Kiyoshi Kitagawa i Willie Jones III

Kenny Barron (ur. 9 czerwca 1943 w Filadelfii) – afroamerykański pianista i kompozytor jazzowy, oraz edukator. Jeden z najbardziej wpływowych post-bopowych pianistów głównego nurtu jazzu. Laureat NEA Jazz Masters Award 2010.

## Życiorys
Miał czworo rodzeństwa. Jego starszy brat, William (1927–1989) był saksofonistą jazzowym. Sam zaczął grać na fortepianie w wieku dwunastu lat. W nauce pomagała mu siostra pianisty Raya Bryanta i późniejsza matka gitarzysty Kevina Eubanksa. Mając piętnaście lat zaczął grać zawodowo – przez niedługi czas występował w orkiestrze Mela Melvina, do której zarekomendował go, pracujący w niej William. W 1959, chodząc jeszcze do szkoły średniej, zdobywał doświadczenia muzyczne grając z saksofonistą Jimmym Heathem i perkusistą Phillym Joe Jonesem. Po jej ukończeniu odbył krótkie tournée z grupą multiinstrumentalisty Yusefa Lateefa. Nagranie w 1960 albumu Lateefa The Centaur and the Phoenix było jego debiutem fonograficznym, ale nie jako pianisty, lecz kompozytora i aranżera. Jako pianista zadebiutował w 1961 na płycie swojego brata, Billa – The Tenor Stylings of Bill Barron. Miało to miejsce niedługo po jego przeprowadzce do Nowego Jorku. Wtedy też usłyszał go w klubie The Five Spot saksofonista James Moody i przyjął do zespołu. Również w 1961 przez krótki czas współpracował jako sideman z grupami saksofonisty Lou Donaldsona, perkusisty Roya Haynesa i trębacza Lee Morgana. W 1962 przystąpił do big-bandu Dizzy’ego Gillespiego, w którym zapoznał się i polubił rytmy latynoskie i karaibskie. W orkiestrze słynnego trębacza pozostał do 1966, biorąc udział w jej licznych, międzynarodowych tournées. W następnych latach pracował m.in. w studiach nagraniowych z trębaczami Jimmym Owensem i Freddiem Hubbardem, saksofonistą Stanleyem Turrentinem, wibrafonistą Miltem Jacksonem i perkusistą Buddym Richem.
W 1971 ponownie znalazł się w grupie Yusefa Lateefa, który – wg słów pianisty – miał kluczowy wpływ na jego sztukę improwizacji. Lateef zachęcił go także do studiów w college’u. Udało mu się pogodzić wyjazdy na koncerty ze studiami i w Empire State College uzyskał tytuł licencjata w dziedzinie muzyki. W 1973 nagrał jako lider swój pierwszy album – Sunset to Dawn. W tym samym roku otrzymał stanowisko profesora muzyki na Uniwersytecie Rutgersa, na którym nauczał z przerwami do 2000.
Pod koniec lat 70. po zakończeniu współpracy z kontrabasistą Ronem Carterem założył trio z kontrabasistą Busterem Williamsem i perkusistą Benem Rileyem, które m.in. towarzyszyło występom saksofonistów: Eddiego „Lockjawa” Davisa, Eddiego Harrisa, Sonny’ego Stitta i Harry’ego „Sweetsa” Edisona.
W 1982 razem z Busterem Williamsem oraz byłymi muzykami współtwórcy bebopu, pianisty Theloniousa Monka – Benem Rileyem i saksofonistą Charliem Rouse’em – założył formację Sphere. Zespół wykonywał przede wszystkim muzykę Monka i pokrewną. Grupa nagrała kilka doskonale ocenionych płyt takich jak Four for All i Bird Songs. Po śmierci Rouse’a zespół zawiesił działalność, żeby po piętnastu latach ja wznowić z saksofonistą altowym Garym Bartzem na miejscu Rouse’a. Ponadto od 1986 do 1991 współpracował z gigantem jazzu, saksofonistą tenorowym Stanem Getzem, koncertując i nagrywając z jego kwartetem słynne albumy: Anniversary i Serenity.
Jako lider nagrał wiele płyt, za które dziewięć razy był nominowany do nagrody Grammy. Otrzymał także szereg innych znaczących wyróżnień, m.in. doktorat honoris causa Berklee College of Music w 2010. Rok wcześniej na ekrany kin wszedł film fabularny Jesienna pełnia (Another Harvest Moon) ze skomponowaną przez niego muzyką. Nadal naucza w nowojorskiej Juilliard School, nagrywa oraz występuje.

### Małżeństwo i dzieci
Jest żonaty. Jego małżonka nosi imię Joanne. Ma z nią córkę Nicole.

## Wybrana dyskografia

### Jako lider lub współlider
- 1967 You Had Better Listen – The Jimmy Owens–Kenny Barron Quintet (Atlantic)
- 1973 Sunset to Dawn (Muse Records)
- 1974 Peruvian Blue (Muse)
- 1975 Lucifer (Muse)
- 1978 Innocence (Wolf)
- 1979 Together – Tommy Flanagan–Kenny Barron (Denon)
- 1982 Golden Lotus (Muse)
- 1986 1+1+1 – Kenny Barron – Ron Carter–Michael Moore (Black-Hawk)
- 1992 Stan Getz–Kenny Barron – People Time (Gitanes)
- 2001 Kenny Barron & Regina Carter – Freefall (Verve)
- 2013 Kenny Barron & the Brazilian Knights (Sunnyside)
- 2023 The Complete Two as One – Kenny Barron–Buster Williams (Red)
- 2024 Beyond This Place (Artwork Records)

Z zespołem Sphere
- 1982 Four in One (Elektra/Musician)
- 1983 Flight Path (Elektra/Musician)
- 1985 Sphere On Tour (Red)
- 1987 Four for All (Verve)
- 1988 Bird Songs (Verve)
- 1993 Pumpkin’s Delight (Red)
- 1997 Sphere (Verve)

### Jako sideman
Z Billem Barronem
- 1961 The Tenor Stylings of Bill Barron (Savoy)
- 1962 Modern Windows (Savoy)

Ze Stanem Getzem
- 1989 Anniversary! (EmArcy Records)
- 1991 Serenity (EmArcy)

Z Yusefem Lateefem
- 1960 The Centaur and the Phoenix (Riverside)
- 1972 The Gentle Giant (Atlantic)
- 1973 Hush 'N' Thunder (Atlantic)
- 1976 The Doctor Is In... and Out (Atlantic)

Z Jamesem Moodym
- 1962 Another Bag (Argo Jazz)
- 1966 Moody and the Brass Figures (Milestone)

Zestawienie wg dat wydania płyt